# Laura Badler
Pour les articles homonymes, voir Badler.
Laura Badler est une vidéaste web française, née le 28 juillet 1992 à Saint-Michel en Charente.
Elle est connue pour ses vidéos concernant la transidentité et la pop culture horrifique en France,,..

## Biographie

### Jeunesse
Née le 28 juillet 1992 à Saint-Michel, Laura Badler est assignée homme à la naissance ; elle grandit en pensant être un homme gay avant que sa rencontre avec un homme trans au collège ne lui fasse comprendre qu'elle est en fait une femme trans,.
Elle fait son coming out après un voyage au Canada et commence à affirmer son identité de femme, ; elle choisit le prénom Laura en référence aux personnages féminins de Laura Palmer et de Lara Croft, qui devait initialement s'appeler Laura Cruz.

### Activité de vidéaste
Active sur YouTube, elle commence ses vidéos sur le thème de la transidentité en 2015. Sur sa chaîne, Laura Badler partage sa transition « dans le but d'apporter aide, conseils et soutien à la communauté transgenre »,,. Ses vidéos permettent aussi de comprendre comment éviter les indélicatesses vis-à-vis des personnes trans. Elle développe en outre une activité de mentorat pour les jeunes youtubeuses. 

## Prises de position
Elle s'oppose à la Société française d'études et de prise en charge de la transidentité (SoFECT), composée de spécialistes du transgenrisme (médecins, psychologues, endocrinologues) qu'elle estime « très toxiques et malhonnêtes ». Elle critique le fait que « la SoFECT impose 3 ans de suivi psychiatrique, des tests, des questionnaires intrusifs, incite à porter des vêtements de femme sans être hormoné et oblige à mettre sa vie entre les mains de spécialistes que nous n'avons pas choisis ».

## Télévision et médias
Le 12 novembre 2017, elle apparaît dans le documentaire Être fille ou garçon, le dilemme des transgenres, dans Zone interdite de M6,.  
En 2021, elle joue son propre rôle dans le téléfilm de TF1 Il est Elle, un film sur la transidentité avec  Andréa Furet et Odile Vuillemin,.